# Rougon
Rougon [rugon] je francouzská obec v departementu Alpes-de-Haute-Provence v regionu Provence-Alpes-Côte d'Azur. V roce 2012 zde žilo 103 obyvatel.

## Geografie

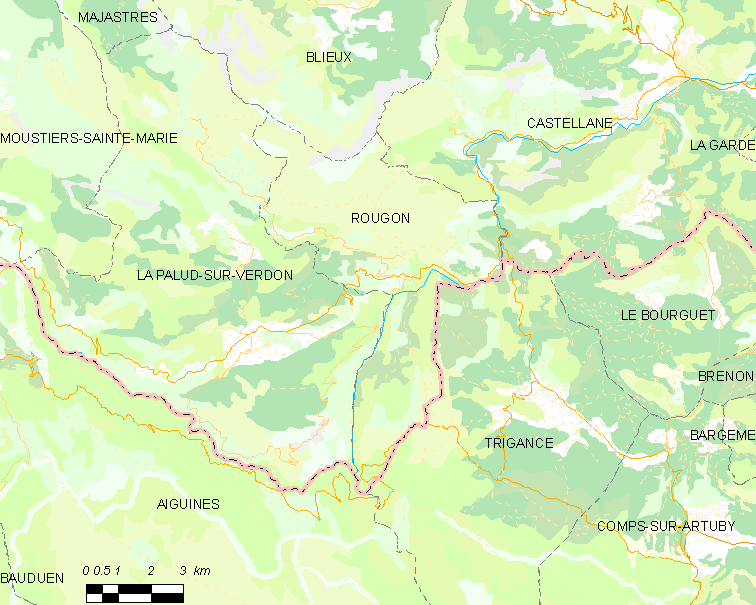
mapa s vyznačením hranic obce Rougon a okolních obcí

Obec leží na ostrohu ve výšce 930 m n. m., v blízkosti soutěsky Gorges du Verdon. Na území obce se nalézá známá vyhlídka Point Sublime (Verdon) s výhledem do vstupu Gorges du Verdon.
Nejvyšším bodem katastru obce je Mourre Chanier (1930 m n. m.).
Okolní obce jsou Blieux, Castellane, Trigance (v departementu Var) a La Palud-sur-Verdon.

## Geologie
Podloží je tvořeno převážně vápencovými usazenimami z Jurského období.

## Historie
První písemná zmínka o obci Rougon pochází z roku 814, kdy se zmiňuje villa Rovagonis jako jedna z mnoha usedlostí, které patří do opatství Saint-Victor v Marseille. Hrad byl postaven v jedenáctém století. Farnost spadala od roku 1096 pod biskupa z Riez, nicméně desátky byly odváděny opatství Saint-Pierre de Montmajour.

## Pozoruhodnosti

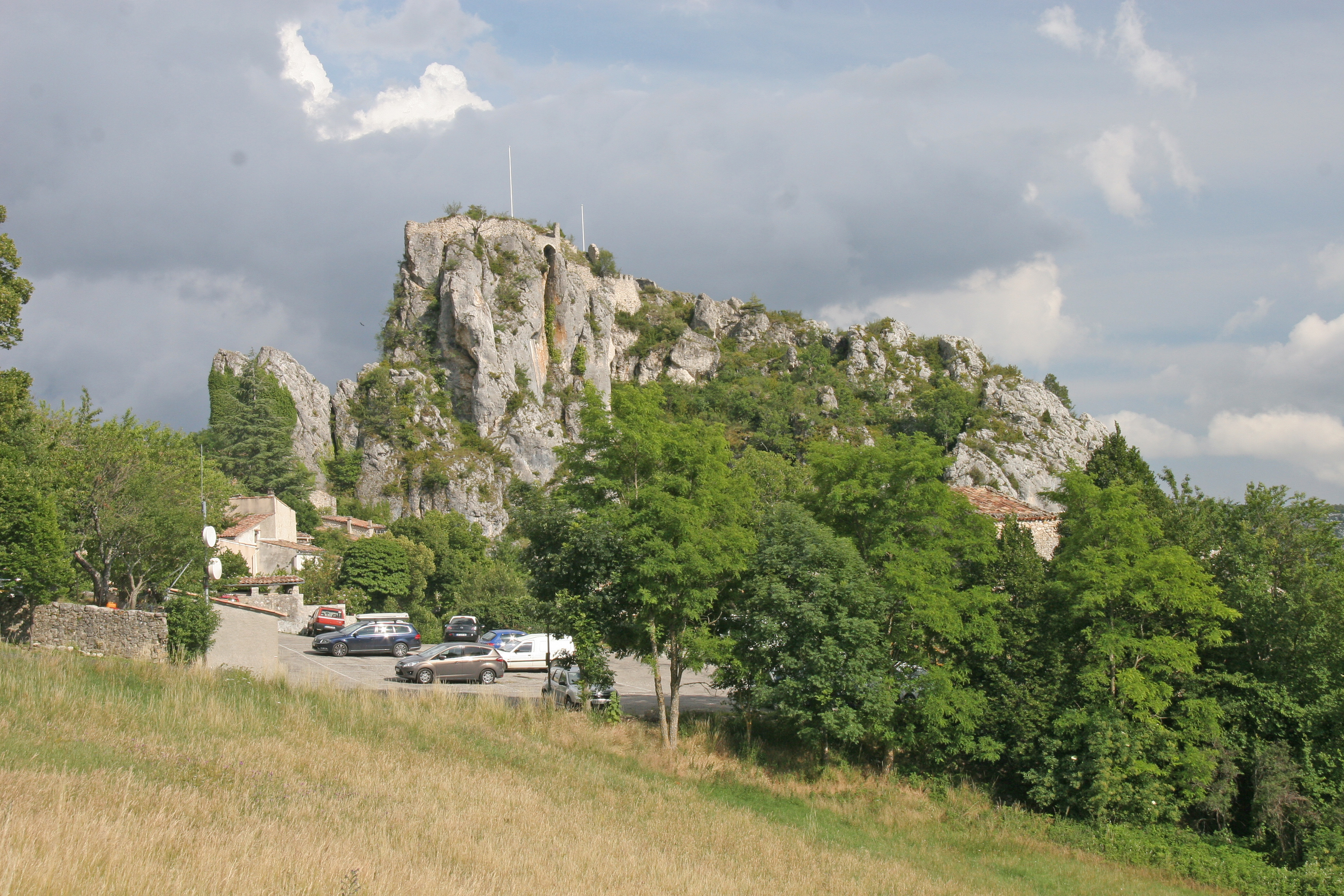
zřícenina hradu Rougon

Hrad Rougon – dominantou obce je zřícenina hradu pocházející z počátku 11. století, posazeného na strmém hřebeni s výhledem do soutěsky Verdon. Hrad je dobře viditelný od vyhlídky Belvedere Point Sublime. Tento hrad bránil příjezdovou cestu do Castellane.

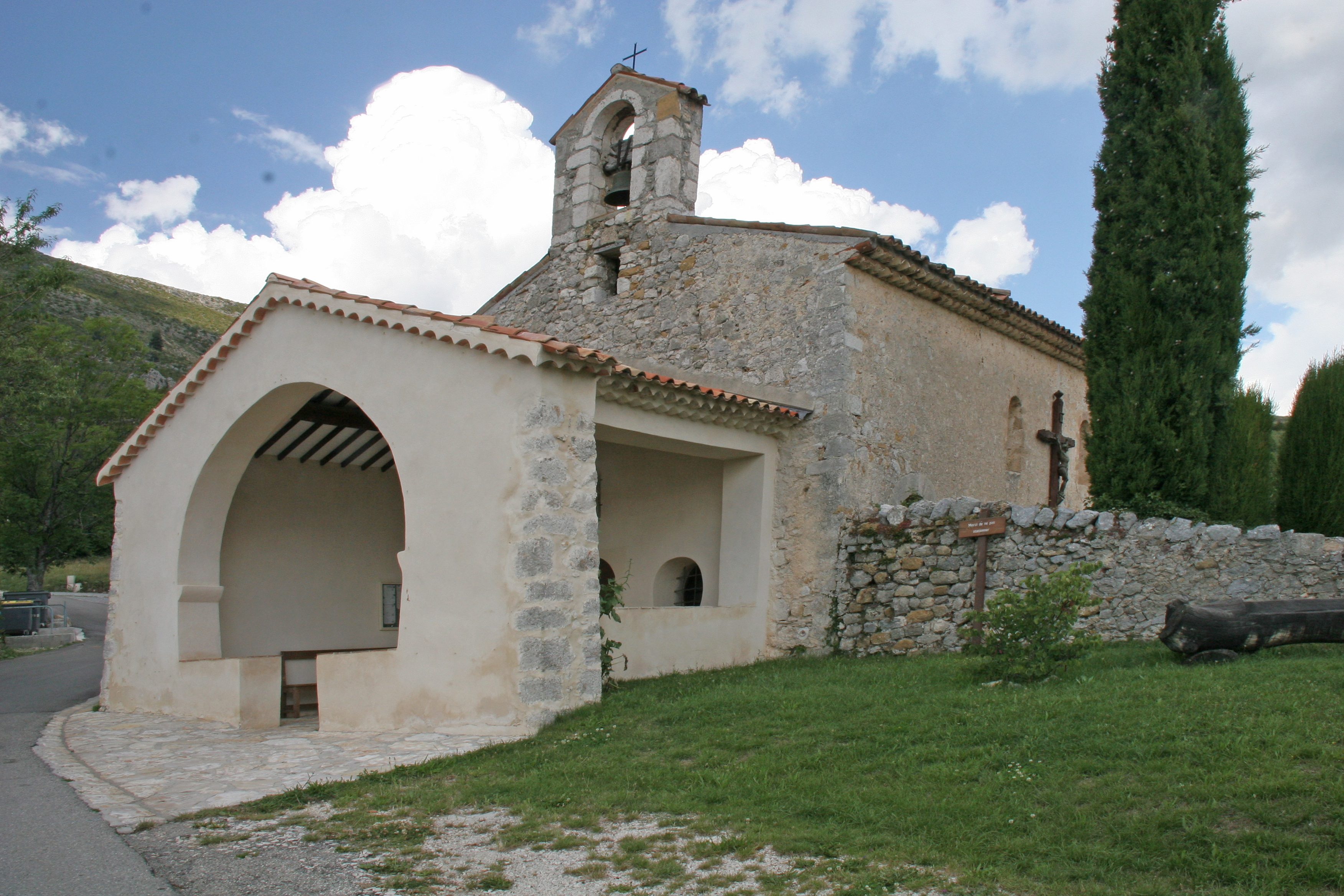
Kaple Saint-Christophe v Rougonu

Kaple Saint-Christophe, která se nachází u hřbitova s představěnou verandou byla postavena na konci sedmnáctého století. V inventáři kaple je relikviář pocházející asi z roku 1600.